# Žumberačka kapetanija
Žumberačka kapetanija vojno je područje koje je 1540. godine osnovao car Ferdinand I. Bila je u sastavu Slunjske pukovnije odnosno Karlovačkog generalata, te su s njenih prostora djelovali žumberački uskoci. Ukinuta je 1871. godine kao i ostatak vojne krajine

## Središte kapetanije
Prvotno središte kapetanije bio je Stari grad Žumberak, kojeg je još ranije otkupio vlastelin Ivan Kobasić u te svrhe. Nakon njegove smrti od njegove udovice Margarete, grad je 1534. otkupio Ivan Pulcher. Nakon toga središte žumberačke kapetanije premješteno je nakratko u grad Kostanjevicu u Kranjskoj, no vrlo brzo nakon toga Stari grad je ponovo otkupljen, te se vraća u ruke Uskoka. S obzirom na to da se Stari grad s vremenom pokazao nedostatnim za potrebe Uskoka, potkraj 16. stoljeća kapetan Ivan Lenković na obližnjem brdu (u Podžumberku) gradi Novi grad.  Uz prostorije za smještaj vojnika i zapovjedništva, u ovom novom središtu kapetanije nalazio se i zatvor, staje, te spremište za vojnu opremu. Pokraj Novog grada nalazila se i kovačnica za izradu oružja. Unatoč preseljenju zapovjedništva u Podžumberak vojne vlasti u Grazu tj. Ratni savjet namjeravao je u Kostanjevici osnovati glavni opskrbni centar za Vojnu krajinu, ali je tu ulogu neočekivano preuzelo Novo Mesto koje od tada bilježi ekonomski rast. Iz Novog Mesta su se umjesto iz Kostanjevice dalje opskrbljivale vojne utvrde na granici prema Turcima, uključujući i Novi grad Žumberak, tijekom 16. stoljeća i u prvoj polovici 17. stoljeća. Kostanjevica je bilo mjesto gdje su Uskoci zakupljivali posjede kao vojni veterani. Mjesto Kostanjevica bilo je zato tijekom povijesti izravno cestovno povezano s većim žumberačkim središtima Sošicama i Kaljem. Novi grad Žumberak stradao je u požaru 1793. godine, te od tada više nije obnavljan. Novo središte žumberačke kapetanije nikad nije izgrađeno jer ona, kao i ostatak vojne krajine, u 19. stoljeću gubi na svome značaju.

## Povijest

### 18. stoljeće
Žumberačka je kapetanija od 1746. godine podijeljena u dvije cjeline (satnije), tzv. kumpanije: Oštrčku i Žumberačku, koje su bile u sastavu četvrte graničarske ili slunjske regimente (pukovnije). Jedanaesta kumpanija zvala se oštrčka (Ostercer Kompagnie Nro. 11), a dvanaesta Žumberačka (Sishelburger Kompagnie Nro. 12). Sjedište Oštrčke kumpanije bilo je u Kostanjevcu, a Žumberačke na početku u Siječevcu, a poslije u Kalju. Kekići i sva sela na istoku spadala su pod dvanaestu kumpaniju, a sela od Kekića prema zapadu pod jedanaestu kumpaniju. U sjedištu svake svake kumpanije podignute su stambene prostorije i ostale potrebite vojničke zgrade. Tu je bila kapetanija, stan za upravnog časnika, stan za doktora, kancelarija sa stražarnom, kasa, magazin za vojničku manduru, velika samo od stijena natkrivena zgrada u kojoj su vojnici vježbali za nepogodna vremena. Doktorski stan u 11. kumpaniji nije bio u njezinom sjedištu (Kostanjevcu), nego na Oštrcu u Čolnićevom dvoru (u današnjem župnom dvoru). Da bi se što bolje održali red i disciplina u kumpanijama, te da bi se žiteljstvo što bolje uspjelo nadzirati, u svakoj su kumpaniji bile još dvije oficirske štacije. U 11. Kumpaniji bila je jedna u Sošicama, a druga u Malincima (na Dvoru). U 12. kumpaniji bila je jedna u Mrzlom Polju, a druga u Kupčini. Tu je prebivao lajtnant (Leutnant, potporučnik) ili oberlajtnant (Oberleutnant, poručnik). Na Budinjačkom polju bilo je uskočko vojničko vježbalište 11. i 12. kumpanije. Na brijegu Siljevcu palili su za turskih vremena vituljače kojima se vide još i sada tragovi. Vatra je bila znak da prijeti turska opasnost. Uz graničare (Uskoke) na državnoj zemlji, postojala su još neko vrijeme i manja vlastelinstva u Kostanjevcu, Sošicama, Oštrcu i Kupčini. Do 1787. i njih je otkupila vojna uprava pa je gotovo cijeli Žumberak postao vojnim područjem.

### 19. stoljeće
Kratko postojanje Ilirskih provincija, u čiji sastav je ušao i Žumberak, nije ostavilo većeg traga (1809. – 1813.). U 19. stoljeću vojna krajina postepeno gubi na svome značaju, pa tako i žumberačka kapetanija s uskocima. Kapetanija je službeno ukinuta 1871. godine, makar je priključena Banskoj Hrvatskoj tek 1881. godine. Za priključenje Žumberka Banskoj Hrvatskoj značajno su se zalagali brojni žumberački uskoci odnosno njihovi potomci, među kojima je bio i Nikola Badovinac, zagrebački gradonačelnik (1885. – 1889.) i hrvatski političar, s obzirom na to da je postojala opasnost da se nakon ukinuća vojne krajine Žumberak pripoji tadašnjoj austrijskoj regiji Kranjskoj. Nakon ukinuća vojne krajine Žumberak bilježi veliki gospodarski pad, što je utjecalo na to da se veliki broj ljudi iz toga kraja iseli.